# Wout Faes
Wout Felix Lina Faes (sinh ngày 3 tháng 4 năm 1998) là một cầu thủ bóng đá chuyên nghiệp người Bỉ hiện đang thi đấu ở vị trí trung vệ cho câu lạc bộ Premier League Leicester City và đội tuyển bóng đá quốc gia Bỉ.

## Danh hiệu
Leicester City
- EFL Championship: 2023–24[4]

U17 Bỉ
- FIFA U-17 World Cup hạng ba: 2015[5][6]